# 博納德爾蘭喬斯九號 (加利福尼亞州)
博納德爾蘭喬斯九號（英語：Bonadelle Ranchos Nine）是位於美國加利福尼亞州馬德拉縣的一個非建制地區。該地的面積和人口皆未知。

## 地理
博納德爾蘭喬斯九號的座標為36°57′36″N 119°47′54″W / 36.96000°N 119.79833°W，而該地的平均海拔高度為128米（即420英尺）。